# 色诺芬尼
色诺芬尼（Xenophanes of Colophon，/zəˈnɒfəniːz/，古希臘語： [ksenopʰánɛːs ho kolopʰɔ̌ːnios]，约前570 – 前475年） 是希腊的哲學家、神学家、诗人，以及社会宗教評論家。色诺芬尼一生四处周游，25岁離開伊奧尼亞后的67年继续游遍整个希腊世界。 有学者说，他短暂地在西西里岛居住。 关于他观点的知识来自他留下的残篇，这些残篇都是在后来的古希腊语作品里发现的，因为有人引用了他的作品。单凭这些残篇，他的哀悼的和抑扬格的 诗作，批判和讽刺了许多人的观点，包括荷马和赫西俄德，还有对拟人之神的巴特农的批判，对希腊人尊敬运动才能的批判等等。他是最早的呼吁清晰写作以为后代着想古希腊诗人，创造了“遍布希腊四处的名誉，希腊的歌声不绝，他的名誉不死。”

## 生平
色诺芬尼出生在科洛封，伊奧尼亞的一座城邦（现在土耳其西部）。有人说他是Orthomenes的儿子，也有人说是Dexius的。 据说他的鼎盛年在第六十个奧林匹亞周期 （前540年-前537年）。 残存作品引用了泰勒斯、埃庇米尼得斯和毕达哥拉斯的话， 而他自己则获赫拉克利特和埃庇卡摩斯作品提及。  他的哀歌残篇中，他描述了米底入侵的事件，这正是在他活着的时候发生的，这有可能指的是哈爾帕格的远征，对抗伊奧尼亞的希腊城市（前546/5年）。他从科洛封出逃，去了西西里的爱奥尼亚殖民地，墨西拿和卡塔尼亞。 有可能他在韦利亚居住过一段时间（福西亚人在第61个奥林匹克周期发现，前536-533年），因为他写了关于那座殖民地的文字。
 

根据一篇哀诗，人们普遍说是他92岁时所作，他25岁离开故土，然后又在其他希腊的土地活了67年。 
在他92岁的时候，我们看到，他仍然过着四处游荡的生活，这与下面的陈述完全不吻合，即说他在爱利亚定居，找到所学校云云。（"In his ninety-second year he was still, we have seen, leading a wandering life, which is hardly consistent with the statement that he settled at Elea and founded a school there, especially if we are to think of him as spending his last days at Hieron's court, It is very remarkable that no ancient writer expressly says he ever was at Elea, and all the evidence we have seems inconsistent with his having settled there at all."）

## 诗作
根据第欧根尼·拉尔修，色诺芬尼用六音步诗行写的哀诗和抑扬诗，反对荷马和赫西俄德。拉尔修也提到了两篇关于founding of Colophon and Elea的史诗，但是以上这些都仅存标题。 没有文献说色诺芬尼写了哲学诗作。 新柏拉图主义哲学家辛普利修斯写道，他从来没有见过关于 the earth stretching infinitely downwards 的韵文(fr. 28)，尽管他有很多的哲学书籍。一些哲学残片可以从荷马的评论家作品里发现， 因此也有可能色诺芬尼的哲学评论可能不经意间在他的讽刺作品里得到表达。 这些讽刺作品被之后的写作者叫做 Silloi，这个名字有机会可以追溯到色诺芬尼自己，但也有可能是斐利亞修斯的第蒙，所谓“silloi写作者”（前3世纪），把他自己的讽刺作品加在了色诺芬尼头上。